# 44-я гвардейская танковая бригада
44-я гвардейская танковая Бердичевская, ордена Ленина, Краснознамённая, орденов Суворова, Кутузова, Богдана Хмельницкого, Красной Звезды, Боевого Красного Знамени МНР бригада «Революционная Монголия» — гвардейское формирование (соединение, танковая бригада) РККА времён Великой Отечественной войны.
Условное наименование — войсковая часть полевая почта (в/ч пп) № 32023.
Сокращённое наименование — 44 гв. тбр
В составе Действующей армии РККА в периоды:
- с 30 ноября 1943 года по 6 сентября 1944 года;
- с 22 ноября 1944 года по 9 мая 1945 года[3].

## История формирования
В начале Великой Отечественной войны из частей 239-й стрелковой дивизии 30-го механизированного корпуса была сформирована 112-я танковая дивизия (112-я тд), в августе 1941 года на Дальнем Востоке СССР в городе Ворошилов (ныне Уссурийск).
В феврале 1942 года в связи с нехваткой танков и подготовленного личного состава для танковых дивизий в РККА 112-я танковая дивизия была преобразована, как и многие другие из тд в танковую бригаду (тбр), 112-я тд стала 112-й тбр.
Приказом НКО СССР № 306 от 23 октября 1943 года 6-й танковый корпус был преобразован в 11-й гвардейский танковый корпус, входившей в него 112-й танковой бригаде также было присвоено почётное звание «Гвардейская». Новый номер «44-я гвардейская танковая бригада» присвоен директивой ГШ КА № Орг/3/141088 от 31 октября 1943 года.

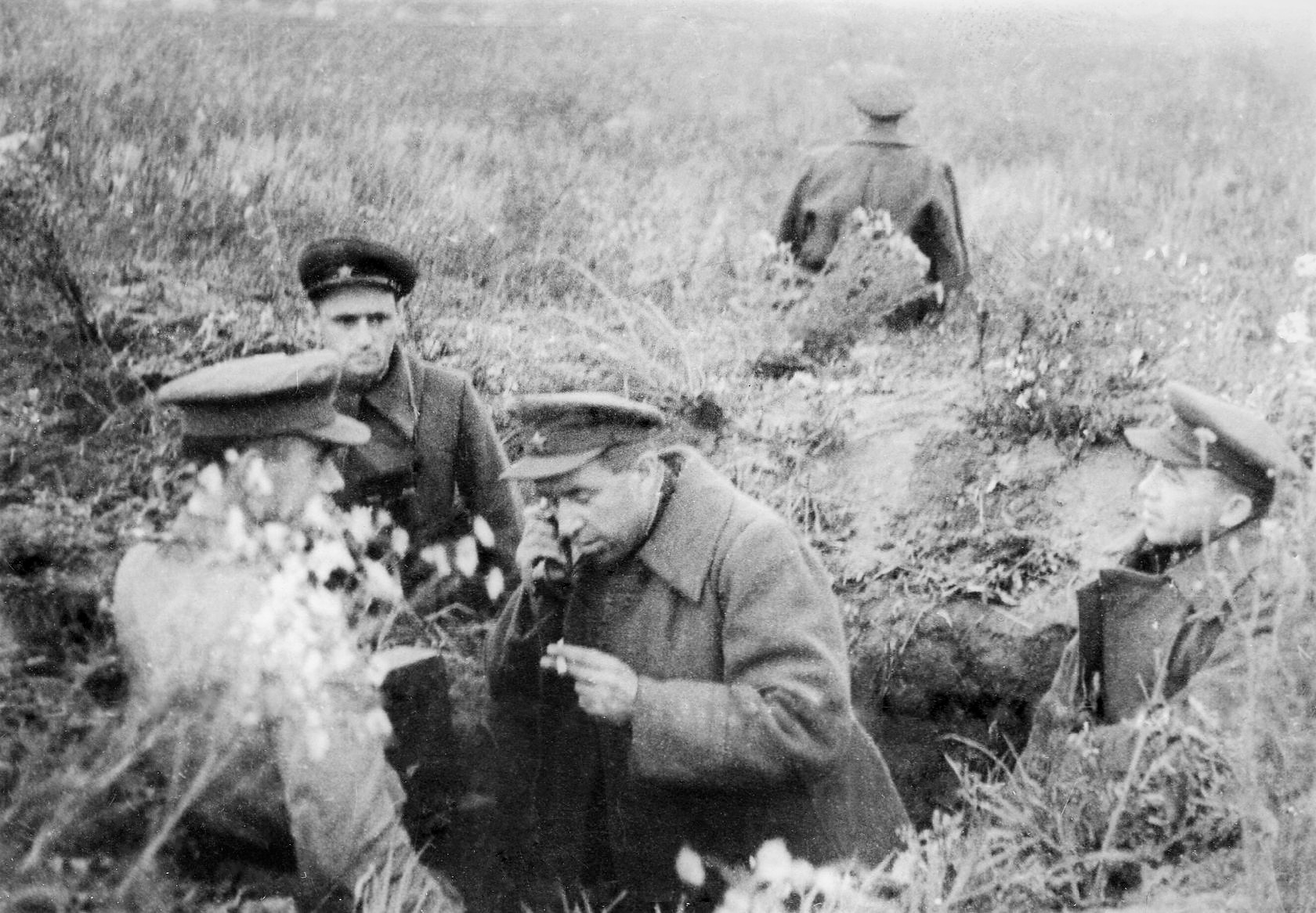
Командир бригады И. И. Гусаковский у полевого телефона

Тактический знак 44-й гвардейской танковой бригады

Бригада была преобразована, когда находилась в резерве армии под Сумами на переформировке и получала пополнение из тыла.
Танки 44-й гвардейской танковой бригады имели в качестве отличительного знака две короткие белые полосы-«шевроны» прямоугольной формы и ромб, в верхнем углу которого указывался цифровой номер бригады, а в нижнем — тактический номер машины.

## Состав
- Управление бригады (штат № 010/500)
- 1-й отдельный танковый батальон (штат № 010/501)
- 2-й отдельный танковый батальон (штат № 010/501)
- 3-й отдельный танковый батальон (штат № 010/501)
- Моторизованный батальон автоматчиков (штат № 010/502)
- Зенитно-пулемётная рота (штат № 010/503)
- Рота управления (штат № 010/504)
- Рота технического обеспечения (штат № 010/505)
- Медико-санитарный взвод (штат № 010/506)

## В составе
44-я гвардейская краснознамённая танковая бригада входила в состав 11-го гвардейского танкового корпуса, бывший 6-й танковый корпус (генерал-майор Гетман Андрей Лаврентьевич) 1-й танковой армии (генерал-лейтенант Катуков Михаил Ефимович).

## Боевой путь бригады

### 1943 год
На 1 ноября 1943 года гв. тбр в РВГК.
До 22 декабря бригада продолжала доукомплектовываться, после переброски её на Правобережье Украины, в район Киева. 24 декабря 1943 года приняла участие в Житомирско-Бердичевской операции.

### 1944 год
19 апреля 1944 г. бригада отбивала превосходящие силы противника в  районе Олеша-Исакув ( Ивано-Франковская обл. УССР). Потеряв всю противотанковую  батарею и все  танки бригада только получив приказ  отошла с  рубежа  обороны.
   В летне-осенней кампании 1944 года, в ходе завершения освобождения УССР наиболее стремительно наступала 44-я гвардейская танковая бригада. 17 июля в 22 часа гвардейцы достигли Западного Буга в районе Доброчина и первыми вышли к государственной границе Советского Союза на этом участке театра военных действий.
20 июля в качестве передового отряда корпуса 44 гв.тбр — овладела, совместно с 1-й гвардейской танковой бригадой Любыча-Крулевской.

## Послевоенная история
10 июня 1945 года, в соответствии с директивой Ставки Верховного Главнокомандования № 11095 от 29 мая 1945 года, 44-я гвардейская танковая бригада, в составе 11-го гвардейского танкового корпуса вошла в Группу советских оккупационных войск в Германии.
С 5 по 10 июля 1945 года, на основании приказа Народного комиссара обороны СССР № 0013 от 10 июня 1945 года, директивы Генштаба КА № орг-4-85174с и согласно приказу 11-го гвардейского стрелкового корпуса от 7 июля 1945 года, 44-я гвардейская танковая бригада была преобразована в 44-й гвардейский танковый полк (в/ч 32023) по штату № 010/571, с сохранением всех наград и почётных наименований, который вошёл в состав 11-й гвардейской танковой дивизии 1-й гвардейской танковой армии. 12 июля 1945 года полк сменил свою дислокацию в район города Пульсниц Германия.

…но 44-я гвардейская бригада «Революционная Монголия» жива. Ныне она именуется гвардейским танковым Бердичевским ордена Ленина, Краснознамённым, орденов Суворова, Кутузова, Богдана Хмельницкого, Красной Звезды, орденов Монгольской Народной Республики Сухэ-Батора и Боевого Красного Знамени полком имени Сухэ-Батора.— Н. К. Попель
В 1993 году полк был преобразован в 44-й гвардейский учебный танковый Бердичевский ордена Ленина Краснознамённый орденов Суворова, Кутузова, Богдана Хмельницкого, Красной Звезды, орденов Сухэ-Батора и Боевого Красного Знамени МНР полк имени Сухэ-Батора (в/ч 07008).

## О бригаде в мемуарах
Генерал С. И. Руденко, командующий 16-й воздушной армией, вспоминал о боях в Берлине:

В глубь каменных кварталов Берлина устремилась лавина танков и пехоты… Особенно стремительно двигалась 44-я бригада 1-й гвардейской танковой армии. Действуя в передовом отряде, она ворвалась в пригород германской столицы — Уленхорст. И здесь попала в окружение. Противник непрерывно контратаковал, пытаясь разгромить наше соединение. На выручку танкистам пришли авиаторы. Группы самолётов, вызванные авиационным представителем из 3-й гвардейской штурмовой дивизии полковника А. А. Смирнова, начали наносить непрерывные удары по артиллерии, атакующим танкам и пехоте противника. Получив мощную поддержку с воздуха, танковая бригада отбила все контратаки гитлеровцев и удержала позиции до подхода пехоты и артиллерии.
— Герой Советского Союза Маршал авиации С. И. Руденко

## Командование

### Командир
- Гусаковский, Иосиф Ираклиевич (23.10.1943 — 27.04.1945), гвардии подполковник, с 21.02.1944 гвардии полковник (ранен 27.04.1945)[17][18]
- Воробьёв Александр Иванович (27.04.1945 — 10.07.1945), гвардии подполковник (ВРИД)

### Заместитель командира по строевой части
- Стысин Ефим Яковлевич (23.10.1943 — 10.07.1945), гвардии майор, гвардии подполковник

### Начальник штаба
- Воробьёв Александр Иванович  (23.10.1943 — 27.04.1945), гвардии подполковник[19];
- Леонтьев Николай Николаевич (27.04.1945 — 10.07.1945), гвардии майор (ВРИД)

### Начальники политотдела, заместители командира по политической части
- Вобян, Санасар Ервандович (23.10.1943 — 27.12.1943), подполковник;
- Гетьман, Павел Петрович (31.12.1943 — 29.07.1944), гвардии майор;
- Помазнев, Василий Трофимович (03.08.1944 — 16.07.1945), гвардии майор, с 12.10.1944 гвардии подполковник[20]

## Награды и наименования
| Награда                                        | Дата награждения                                                                                       | За что получена |
| ---------------------------------------------- | --- | --- |
| Почётное звание «Гвардейская»                  | присвоено приказом Народного комиссара обороны СССР № 306 от 23 октября 1943 года                      | При преобразовании в составе 11-го гвардейского танкового корпуса «за проявленный героизм и отвагу, за стойкость, мужество, дисциплину, организованность и умелое выполнение боевых задач» |
| Почётное наименование «Бердичевская»           | присвоено приказом Верховного главнокомандующего от 6 января 1944 года                                 | в ознаменование одержанной победы и за отличие в боях за освобождение города Бердичев |
| Почётное наименование «Революционная Монголия» | присвоено 12 января 1943 года                                                                          | перешло от 112-й танковой бригады при преобразовании |
| орден Ленина                                   | награждена указом Президиума Верховного Совета СССР от 10 августа 1944 года                            | за образцовое выполнение заданий командования в боях с немецкими захватчиками, за овладение городами Перемышль и Ярослав и проявленные при этом доблесть и мужество |
| орден Красного Знамени                         | награждена указом Президиума Верховного Совета СССР от 3 мая 1942 года                                 | за образцовое выполнение боевых заданий командования на фронте борьбы с немецкими захватчиками и проявленные при этом доблесть и мужество (орден перешёл от 112 танковой бригады при преобразовании) |
| орден Суворова II степени                      | награждена указом Президиума Верховного Совета СССР от 5 апреля 1945 года                              | за образцовое выполнение боевых заданий командования в боях с немецкими захватчиками при вторжении в пределы Бранденбургской провинции и проявленные при этом доблесть и мужество |
| Орден Кутузова II степени                      | награждена указом Президиума Верховного Совета СССР от 26 апреля 1945 года                             | за образцовое выполнение заданий командования в боях с немецкими захватчиками при прорыве обороны немцев восточнее города Штаргард и овладении городами Бервальде, Темпельбург, Фалькенбург, Драмбург, Вангерин, Лабес, Фрайенвальде, Шифельбайн, Регенвальде, Керлин и проявленные при этом доблесть и мужество |
| орден Богдана Хмельницкого II степени          | награждена указом Президиума Верховного Совета СССР от 8 апреля 1944 года                              | за образцовое выполнение заданий командования в боях за освобождение города Черновиц и проявленные при этом доблесть и мужество |
| орден Красной Звезды                           | награждена указом Президиума Верховного Совета СССР от 18 апреля 1944 года                             | за образцовое выполнение заданий командования в боях с немецкими захватчиками в предгорьях Карпат, выход на нашу юго-западную государственную границу и проявленные при этом доблесть и мужество |
| Орден Красного Знамени МНР                     | награждена указом Президиума Малого хурала Монгольской Народной Республики № 65 от 18 ноября 1943 года | |

## Отличившиеся воины
16 воинов бригады удостоены звания Героя Советского Союза, а командир бригады Гусаковский, Иосиф Ираклиевич — дважды:
| п/п | Награда | Ф. И. О.                            | Должность                                                                      | Звание  | Дата награждения      | Примечания                                                                                            |
| --- | ------- | ----------------------------------- | ------------------------------------------------------------------------------ | ------- | --------------------- | --- |
| 1.  |         | Бенберин, Василий Митрофанович      | командир танка Т-34 3-го танкового батальона                                   | гвардии | 27.02.1945            | |
| 2.  |         | Боридько, Фёдор Петрович            | командир 1-го танкового батальона                                              | гвардии | 27.02.1945            | погиб 19.03.1945, при штурме города Нойштадт, похоронен на кладбище советских воинов в городе Гданьск |
| 3.  |         | Виноградов, Григорий Аркадьевич     | командир танка Т-34 3-го танкового батальона                                   | гвардии | 27.02.1945            | |
| 4.  |         | Гусаковский, Иосиф Ираклиевич       | командир бригады                                                               | гвардии | 23.09.1944 06.04.1945 | |
| 5.  |         | Днепров (Поганкин), Пётр Алексеевич | заместитель командира 3-го танкового батальона                                 | гвардии | 27.02.1945            | |
| 6.  |         | Иванов, Александр Петрович          | заместитель командира 3-го танкового батальона                                 | гвардии | 23.09.1944            | |
| 7.  |         | Карабанов, Алексей Алексеевич       | командир 3-го танкового батальона                                              | гвардии | 27.02.1945            | погиб в бою 30.01.1945, похоронен в польском городе Мендзыжеч.                                        |
| 8.  |         | Кравченко, Иван Хотович             | командир взвода танков Т-34 3-го танкового батальона                           | гвардии | 27.02.1945            | убит при ЧП 1.05.1945, похоронен в городе Бранево                                                     |
| 9.  |         | Меньшиков, Александр Владимирович   | командир взвода автоматчиков моторизованного батальона автоматчиков            | гвардии | 31.05.1945            | погиб в бою 1.03.1945 под Данцигом                                                                    |
| 10. |         | Никонов, Константин Павлович        | командир взвода танков Т-34 3-го танкового батальона                           | гвардии | 27.02.1945            | |
| 11. |         | Орехов, Пётр Иванович               | командир 125-го танкового батальона                                            | гвардии | 10.01.1944            | |
| 12. |         | Орликов, Александр Михайлович       | командир взвода танков Т-34 3-го танкового батальона                           | гвардии | 27.02.1945            | погиб в бою 2.03.1945, похоронен в Берлине                                                            |
| 13. |         | Петровский, Георгий Семёнович       | командир взвода танков Т-34 125-го танкового батальона                         | гвардии | 10.01.1944            | |
| 14. |         | Пинский, Матвей Савельевич          | командир 2-го танкового батальона                                              | гвардии | 27.02.1945            | |
| 15. |         | Усанов, Константин Яковлевич        | командир моторизованного батальона автоматчиков                                | гвардии | 23.09.1944            | погиб в бою 13.08.1944, на плацдарме за Вислой, похоронен в городе Сандомир                           |
| 16. |         | Юдин, Виктор Степанович             | заместитель командира моторизованного батальона автоматчиков по строевой части | гвардии | 23.09.1944            | |

## Память

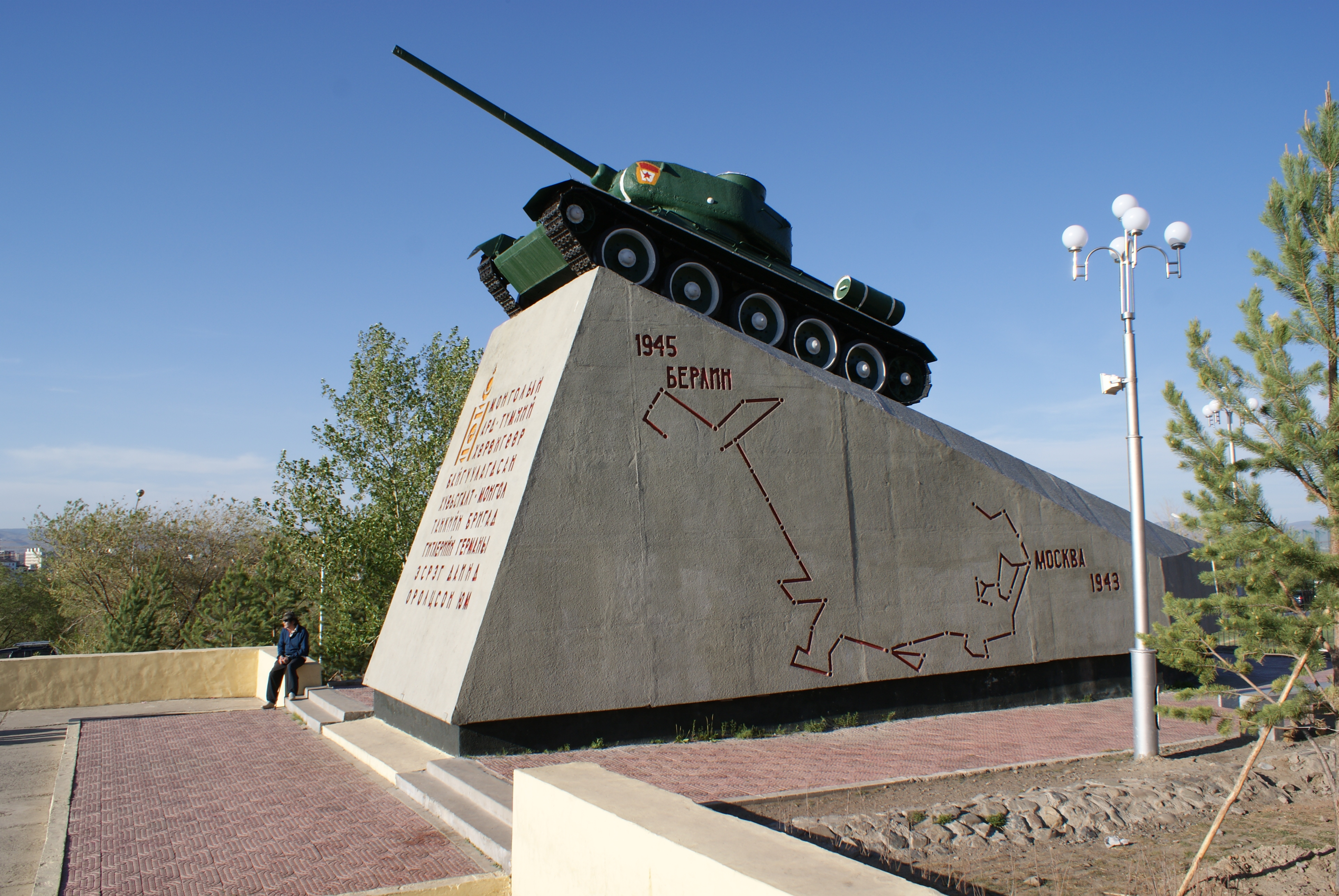
Танк Т-34 бригады «Революционная Монголия» на монументе, изображающем её боевой путь в Великую Отечественную войну (у подножия холма Зайсан-Толгой, Улан-Батор).

- Панно, на сюжеты из боевой жизни формирования, монгольский художник Гомбосурэн (состоит из нескольких картин, на одной из них запечатлён исторический момент — вручение партийно-правительственной делегацией МНР, возглавляемой маршалом Чойбалсаном, бригаде танковой колонны «Революционная Монголия»).
- В 1968 году состоялся выезд учеников девятых классов к местам боевой славы бригады, организованный учителями-энтузиастами школы № 1 города Чехов[29].
- В 2013 году десятидневная акция-поездка «Наша общая победа. Дороги войны — дороги бессмертия» по боевому пути 44-й гвардейской танковой бригады по территории России и Украины[30].